# Smallanthus
Smallanthus é um género botânico pertencente à família Asteraceae. Uma de suas espécies mais conhecidas é Samallanthus sonchifolius, conhecida popularmente como yacon. Essa planta apresenta grande interesse médico, pois possui propriedades antidiabéticas.
É originário do continente americano. Algumas são cultivadas a nível local, tal como a Smallanthus sonchifolius, em que os tubérculos são comestíveis. Compreende 26 espécies descritas e destas 20 aceites.
O género foi descrito por Kenneth Kent Mackenzie e publicado em Manual of the Southeastern Flora 1406, 1509. 1933.
Trata-se de um género reconhecido pelo sistema de classificação filogenética Angiosperm Phylogeny Website.

## Espécies
As espécies aceites, segundo o The Plant List são:
- Smallanthus araucariophilus Mondin
- Smallanthus connatus (Spreng.) H.Rob.
- Smallanthus fruticosus (Benth.) H.Rob.
- Smallanthus glabratus (DC.) H.Rob.
- Smallanthus jelskii (Hieron.) H.Rob.
- Smallanthus lundellii H.Rob.
- Smallanthus macroscyphus (Baker ex Baker) A.Grau
- Smallanthus maculatus (Cav.) H.Rob.
- Smallanthus macvaughii (J.R.Wells) H.Rob.
- Smallanthus meridensis (Steyerm.) H.Rob.
- Smallanthus microcephalus (Hieron.) H.Rob.
- Smallanthus oaxacanus (Sch.Bip. ex Klatt) H.Rob.
- Smallanthus obscurus B.L.Turner
- Smallanthus parviceps (S.F.Blake) H.Rob.
- Smallanthus pyramidalis (Triana) H.Rob.
- Smallanthus riograndensis Mondin
- Smallanthus riparius (Kunth) H.Rob.
- Smallanthus siegesbeckius (DC.) H.Rob.
- Smallanthus sonchifolius (Poepp.) H.Rob.
- Smallanthus uvedalia (L.) Mack.